# Erotylus spectrum
Erotylus spectrum é um inseto da ordem Coleoptera e da família Erotylidae (os besouros-dos-fungos, assim conhecidos porque se alimentam de fungos), subfamília Erotylinae; um besouro sul-americano cujo habitat são as florestas tropicais amazônicas no noroeste do Brasil, Colômbia, Equador, Peru e Bolívia; classificado por James Thomson em 1856, nas páginas 476-477 da Revue et magasin de zoologie pure et appliquée (no texto "DESCRIPTION de dix-sept COLÉOPTÈRES; par M. James THOMSON"); possuindo, esta espécie, élitros polidos, muito convexos e com numerosas depressões circulares, as pernas e o abdômen, todos de cor negra; sendo um raro erotilídeo desprovido de quaisquer cores vibrantes como as contidas na maioria dos Erotylus seus congêneres.